# 김진희 (탁구 선수)
김진희(金鎭姫, 1953년 11월 26일 ~)는 대한민국의 탁구 선수였다. 1974년 이란 테헤란 아시안게임에서 복식 동메달, 단체 은메달을 획득하였다.
서울 명동에 소재한 계성 여자 중학교 및 고등학교를 졸업하고 한국 산업은행 탁구부에서(당시 천영석 감독) 박미라 선수 등과 같이 활동하다 은퇴함.

## 참조
1. ↑  “제7회테헤란 亞洲競技 제14일 李에리사組 奮戰”. 매일경제. 1974년 9월 14일.